# Michael Eduard Surläuly
Michael Eduard Surläuly (* 17. Oktober 1844 in Baden, Kanton Aargau; † 23. Dezember 1902 ebenda) war ein Schweizer Komponist, Dirigent, Chorleiter und Musikdirektor.

## Leben und Werk
Surläulys Vorfahren waren seit Beginn des 15. Jahrhunderts in Baden ansässig. Am Konservatorium München studierte er Musik und wurde 1867 in Rapperswil Nachfolger von Karl Attenhofer. Dort leitete Surläuly von 1870 bis 1874 den Männerchor und die Cäciliagesellschaft.
Von 1869 bis 1878 war Surläuly Dirigent des Sängervereins Richterswil und ab 1874 auch Dirigent des Sängervereins Helvetia in Zürich. Er war von 1876 bis 1878 an der neu eröffneten Musikschule in Zürich neben Attenhofer, Friedrich Hegar und Weber als Hilfslehrer für Klavier und Chorgesang tätig. Ab 1879 dirigierte er den Kirchengesangsverein Neumünster und ab 1880 den Liederkranz Neumünster-Zürich. Von 1882 bis 1885 dirigierte er den Männerchor Baden. Surläuly nahm 1883 am Gesangsfest in der Tonhalle Zürich und 1885 am Kantonalen Gesangsfest in Aarau teil.
In Schaffhausen war Surläuly am Gymnasium von 1887 bis 1893 als Gesangslehrer und Direktor des Männerchors tätig. Ab 1893 lebte er endgültig in Zürich und leitete den Männerchor Riesbach. Zudem verdiente er seinen spärlichen Lebensunterhalt als Privatlehrer für Klavier. Surläuly verstarb 58-jährig im Bürgerspital Baden.